# Unterhofkirchen

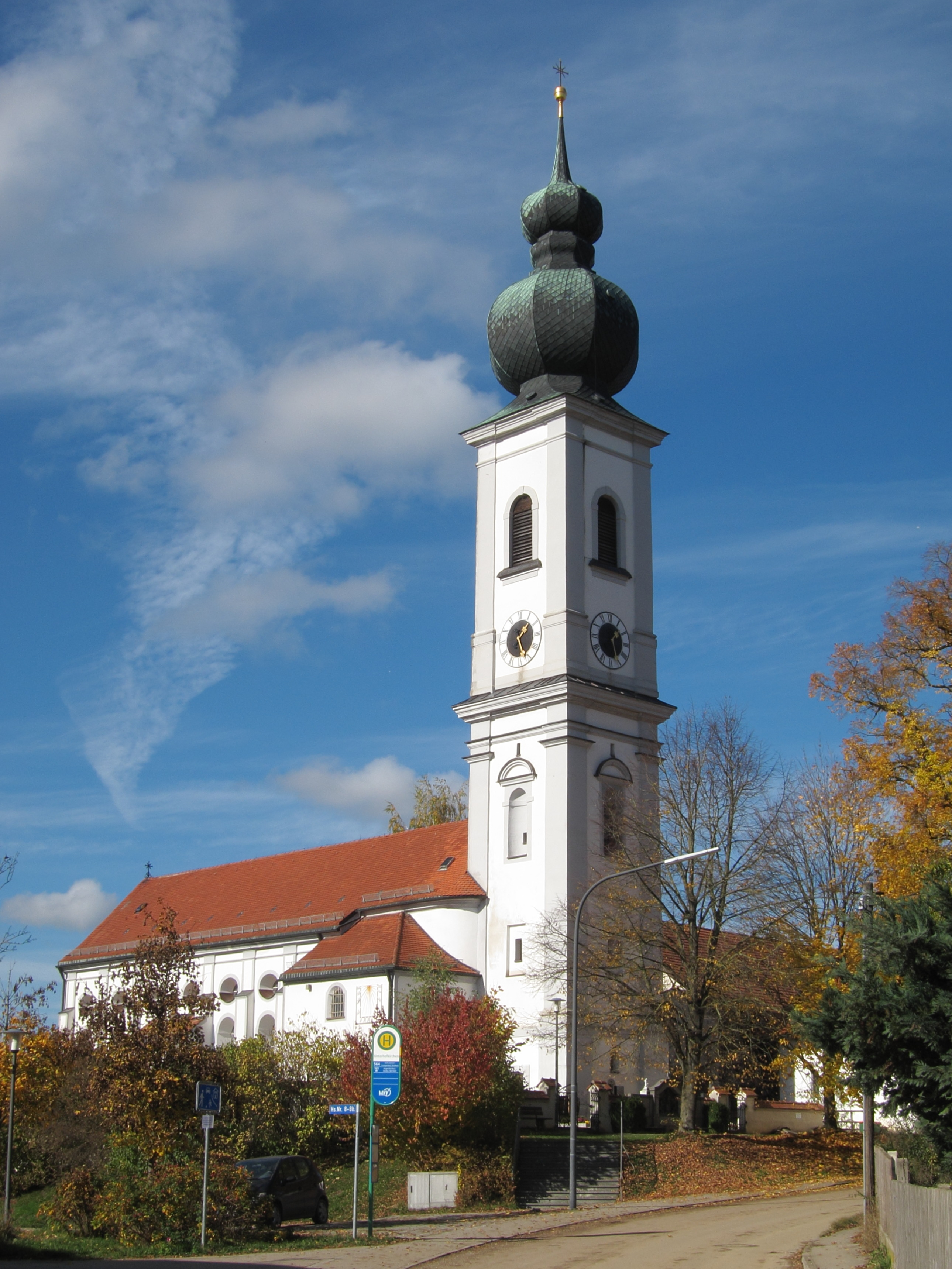
Kirche Mariä Geburt in Unterhofkirchen

Unterhofkirchen ist ein Gemeindeteil der oberbayerischen Gemeinde Taufkirchen im Landkreis Erding.
Das Pfarrdorf liegt etwa vier Kilometer südlich des Hauptortes.

## Baudenkmäler
- Katholische Pfarrkirche Mariä Geburt
- Pfarrhaus, erbaut zwischen 1740 und 1747
- Waldkapelle